# Imma transversana
Imma transversana is een vlinder uit de familie van de Immidae. De wetenschappelijke naam van de soort is voor het eerst geldig gepubliceerd in 1939 door Aristides von Caradja.